# Buchholtz Jakab
Buchholtz Jakab (Késmárk, 1696. december 29. – Késmárk, 1758. május 14.) késmárki szűcsmester, a Tátra és környékének elhivatott kutatója.

## Életpályája
Idősebb Buchholtz György fiatalabbik fia, ifjabb Buchholtz György öccse volt. Noha nem rendelkezett atyja és bátyja iskolázottságával, mégis sokat tanult tőlük. A természet iránti vonzódás és a vándorlási kedv belőle sem hiányzott. Már fiatal korában a természettudományok iránt érdeklődött. A Kárpátokat járta, ahol a természet mindhárom osztályát tanulmányozta. A Magas-Tátrában óriási mennyiségű kőzetet és ásványt gyűjtött. Több ezer darabból álló gyűjteményét aztán 1746-ban elküldte Bécsbe, bizonyítandó, hogy a Tátra minő „kincsek” lelőhelye. A császári udvar erre tudósokat küldött, hogy Buchholtz Jakab vezetése mellett vizsgálják át a Tátrát. E tudósokhoz csatlakozott a bécsi matematikus, Liesganig is. Első útjukra 1751. július 20-án indultak Késmárkról, s a Haligóci-barlangig mentek, ahol ásatásokat folytattak. Innen Nedecen át Szepesgyörkére, majd a Tátra felé folytatták az utat. Javorinán és a Kopa-hágón át a Fehér- és Zöld-tóhoz, majd innen vissza Késmárkra mentek. Második útjuk során a Felkai-völgyben lévő Hosszú-tóig jutottak, később megnézték a Deményfalvi-barlangot, megmászták a Királyhegyet, átlépték az Alacsony-Tátrát és le Breznóbányáig jutottak, majd visszamentek Késmárkra. Harmadik és egyben utolsó utazásuk útvonala Lőcse–Szepesváralja–Margitfalva–Kassa–Hegyalja–Miskolc volt. Innen a bécsiek hazautaztak, Buchholtz Jakab pedig Kassán és Szomolnokon át visszatért Késmárkra. Az említetteken kívül Buchholtz Jakab más utazásai is ismeretesek. Ferenc császár 1754-ben megbízta őt az ércbányák átkutatásával; ebből a célból Erdélyben is járt és írásbeli jelentéseit felküldte Bécsbe. Leírásai közül legfontosabb a „Beschreibung des wundervollen karpathischen Schneegebirges” című Tátra-leírás, amely az Ungarisches Magazin 1783. évi III. kötetében jelent meg. A kézirat jóval előbb, 1750-1760 között készült. Ez a második Tátra-leírás, amely egész irodalmat közöl. Elsajátított tudása csodákba és kincsekbe vetett naiv hitével keveredett[forrás?].